# Đội tuyển bóng đá quốc gia Ba Lan

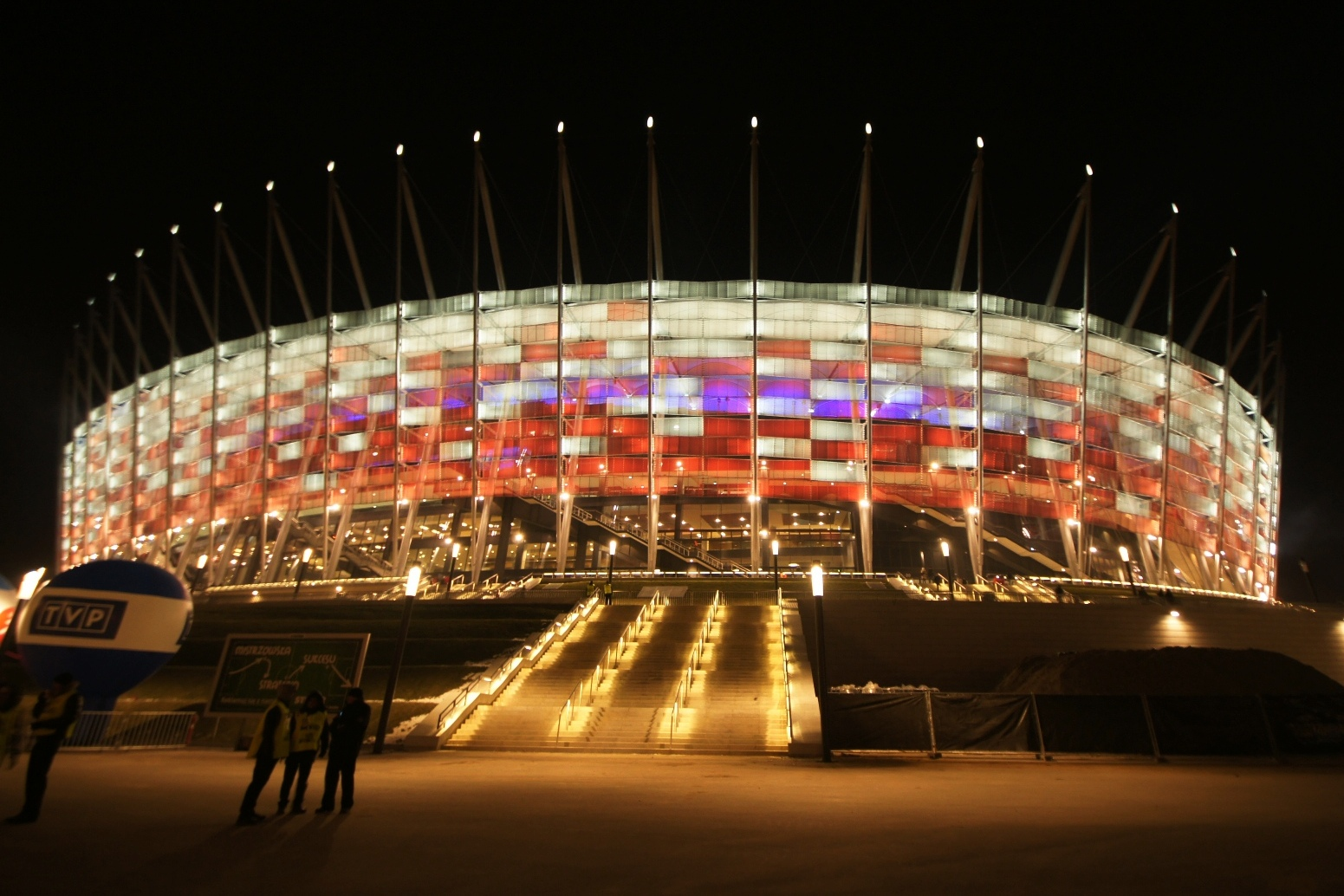
Sân vận động Quốc gia Warszawa

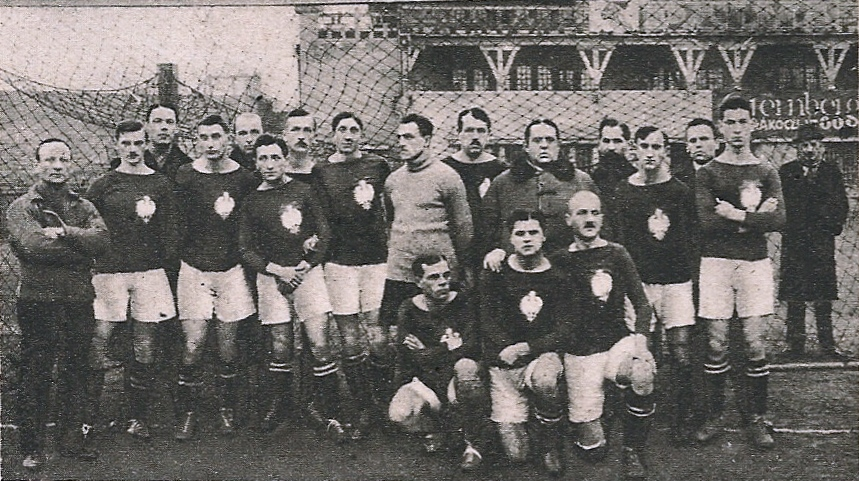
Đội tuyển bóng đá quốc gia Ba Lan năm 1921

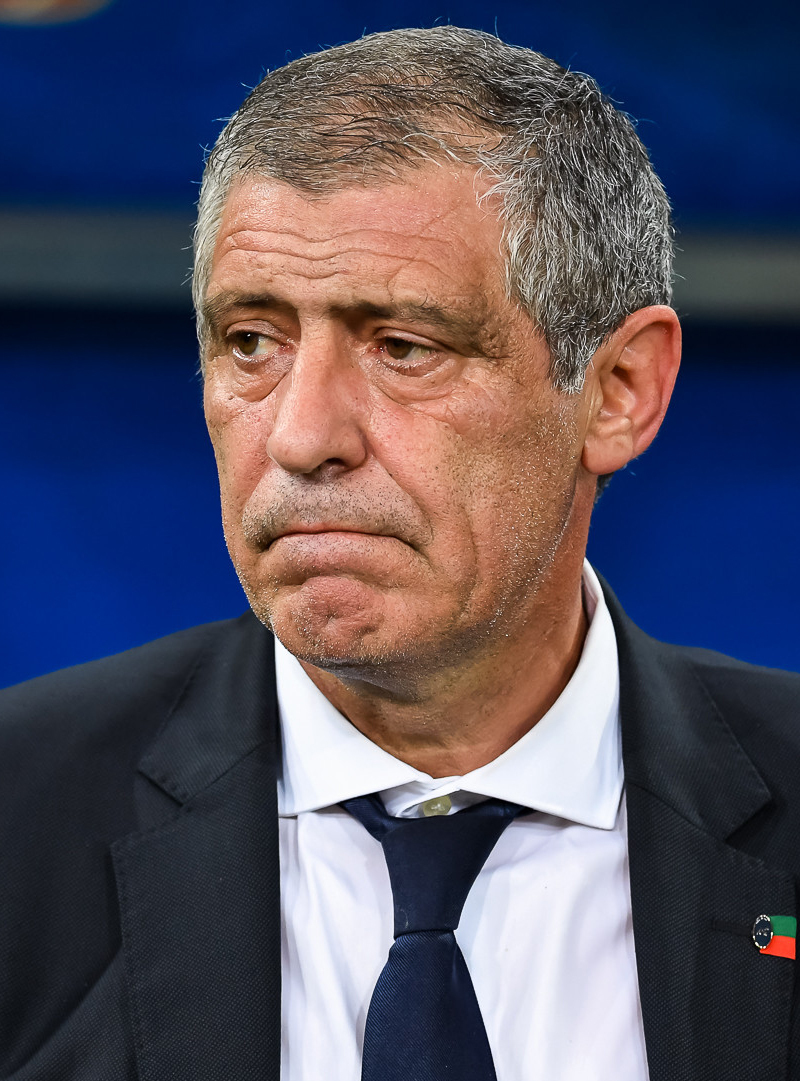
Huấn luyện viên Fernando Santos

Đội tuyển bóng đá quốc gia Ba Lan (tiếng Ba Lan: Reprezentacja Polski w piłce nożnej) là đội tuyển cấp quốc gia của Ba Lan do Hiệp hội bóng đá Ba Lan quản lý.
Trận đấu quốc tế đầu tiên của đội tuyển Ba Lan là trận gặp đội tuyển Hungary vào ngày 18 tháng 12 năm 1921. Ba Lan đã giành được huy chương vàng ở Thế vận hội Mùa hè 1972 tại München, huy chương bạc ở Thế vận hội Mùa hè 1976 tại Montréal. Ở đấu trường World Cup, thành tích tốt nhất của đội tuyển là 2 lần giành vị trí thứ ba vào các năm 1974 và 1982. Ở đấu trường Euro, thành tích tốt nhất của đội là lọt vào tứ kết tại Euro 2016.

## Lịch sử
Ba Lan có một lịch sử bóng đá khó khăn do lịch sử phức tạp của nước này, khi nó chớm nở trong sự cai trị của ba đế chế, Nga, Áo và Đức cuối thế kỷ 19. Tuy vậy, tình yêu bóng đá của người Ba Lan không bao giờ tắt đã hình thành lên đội tuyển Ba Lan độc lập sau này. Sau Chiến tranh thế giới thứ nhất, Ba Lan đòi lại Tổ quốc, và cũng dần phát triển đội bóng đá của riêng nước mình. Đội tuyển Ba Lan ra đời năm 1921 và thi đấu trận đấu đầu tiên với Hungary cũng vào năm đó.
Tuy nhiên, trong Chiến tranh thế giới thứ hai, bóng đá Ba Lan, cũng như đất nước Ba Lan, đều rơi vào sự cai trị và trấn áp đầy bạo lực của Đức Quốc Xã và Liên Xô, khi hai nước này cấu kết để tiêu diệt Ba Lan. Dẫu vậy, người Ba Lan vẫn làm tất cả để bảo vệ di sản của quốc gia, bao gồm bóng đá. Sau chiến tranh, Ba Lan tái xây dựng lại đội tuyển quốc gia.
Ba Lan dự World Cup đầu tiên vào năm 1938, và đó cũng là kỳ duy nhất của Ba Lan trước năm 1974, khi Ba Lan tái xuất đấu trường World Cup và gặt hái thành công với vị trí thứ ba hai kỳ 1974 và 1982. Ba Lan tuy nhiên phải chờ đến 2008 mới có mặt tại Euro, và đến năm 2016 thì có thành tích vào tứ kết, thành tích tốt nhất của Ba Lan tại giải đấu này.

## Danh hiệu
- Vô địch thế giới: 0

Hạng ba: 1974; 1982
- Bóng đá nam tại Olympic:

 1972
 1976

## Thành tích tại các giải đấu

### Giải vô địch thế giới
Ba Lan đã có 9 lần tham dự giải vô địch bóng đá thế giới, thành tích tốt nhất là hai lần giành hạng ba vào các năm 1974 và 1982.
| Năm           | Thành tích               | Thứ hạng                 | Số trận                  | Thắng                    | Hòa*                     | Thua                     | Bàn thắng                | Bàn thua                 |
| ------------- | ------------------------ | ------------------------ | ------------------------ | ------------------------ | ------------------------ | ------------------------ | ------------------------ | ------------------------ |
| 1930          | Không tham dự            | Không tham dự            | Không tham dự            | Không tham dự            | Không tham dự            | Không tham dự            | Không tham dự            | Không tham dự            |
| 1934          | Bỏ cuộc                  | Bỏ cuộc                  | Bỏ cuộc                  | Bỏ cuộc                  | Bỏ cuộc                  | Bỏ cuộc                  | Bỏ cuộc                  | Bỏ cuộc                  |
| 1938          | Vòng 1                   | 11                       | 1                        | 0                        | 0                        | 1                        | 5                        | 6                        |
| 1950          | Không tham dự            | Không tham dự            | Không tham dự            | Không tham dự            | Không tham dự            | Không tham dự            | Không tham dự            | Không tham dự            |
| 1954          | Bỏ cuộc                  | Bỏ cuộc                  | Bỏ cuộc                  | Bỏ cuộc                  | Bỏ cuộc                  | Bỏ cuộc                  | Bỏ cuộc                  | Bỏ cuộc                  |
| 1958 đến 1970 | Không vượt qua vòng loại | Không vượt qua vòng loại | Không vượt qua vòng loại | Không vượt qua vòng loại | Không vượt qua vòng loại | Không vượt qua vòng loại | Không vượt qua vòng loại | Không vượt qua vòng loại |
| 1974          | Hạng ba                  | 3                        | 7                        | 6                        | 0                        | 1                        | 16                       | 5                        |
| 1978          | Vòng 2                   | 5                        | 6                        | 3                        | 1                        | 2                        | 6                        | 6                        |
| 1982          | Hạng ba                  | 3                        | 7                        | 3                        | 3                        | 1                        | 11                       | 5                        |
| 1986          | Vòng 2                   | 14                       | 4                        | 1                        | 1                        | 2                        | 1                        | 7                        |
| 1990 đến 1998 | Không vượt qua vòng loại | Không vượt qua vòng loại | Không vượt qua vòng loại | Không vượt qua vòng loại | Không vượt qua vòng loại | Không vượt qua vòng loại | Không vượt qua vòng loại | Không vượt qua vòng loại |
| 2002          | Vòng 1                   | 25                       | 3                        | 1                        | 0                        | 2                        | 3                        | 7                        |
| 2006          | Vòng 1                   | 21                       | 3                        | 1                        | 0                        | 2                        | 2                        | 4                        |
| 2010 đến 2014 | Không vượt qua vòng loại | Không vượt qua vòng loại | Không vượt qua vòng loại | Không vượt qua vòng loại | Không vượt qua vòng loại | Không vượt qua vòng loại | Không vượt qua vòng loại | Không vượt qua vòng loại |
| 2018          | Vòng 1                   | 25                       | 3                        | 1                        | 0                        | 2                        | 2                        | 5                        |
| 2022          | Vòng 2                   | 16                       | 4                        | 1                        | 1                        | 2                        | 3                        | 5                        |
| 2026 đến 2034 | Chưa xác định            | Chưa xác định            | Chưa xác định            | Chưa xác định            | Chưa xác định            | Chưa xác định            | Chưa xác định            | Chưa xác định            |
| Tổng cộng     | 9/22 2 lần hạng ba       | 9/22 2 lần hạng ba       | 38                       | 17                       | 6                        | 15                       | 49                       | 50                       |

*Tính cả các trận hoà ở các trận đấu loại trực tiếp phải giải quyết bằng sút phạt đền luân lưu.

### Thế vận hội Mùa hè
- (Nội dung thi đấu dành cho cấp đội tuyển quốc gia cho đến kỳ Đại hội năm 1988)

| Năm       | Kết quả                    | Trận                     | Thắng                    | Hòa                      | Thua                     | Bàn thắng                | Bàn thua                 |
| --------- | -------------------------- | ------------------------ | ------------------------ | ------------------------ | ------------------------ | ------------------------ | ------------------------ |
| 1900      | Không tham dự              | Không tham dự            | Không tham dự            | Không tham dự            | Không tham dự            | Không tham dự            | Không tham dự            |
| 1904      | Không tham dự              | Không tham dự            | Không tham dự            | Không tham dự            | Không tham dự            | Không tham dự            | Không tham dự            |
| 1908      | Không tham dự              | Không tham dự            | Không tham dự            | Không tham dự            | Không tham dự            | Không tham dự            | Không tham dự            |
| 1912      | Không tham dự              | Không tham dự            | Không tham dự            | Không tham dự            | Không tham dự            | Không tham dự            | Không tham dự            |
| 1920      | Không tham dự              | Không tham dự            | Không tham dự            | Không tham dự            | Không tham dự            | Không tham dự            | Không tham dự            |
| 1924      | Vòng 1                     | 1                        | 0                        | 0                        | 1                        | 0                        | 5                        |
| 1928      | Không vượt qua vòng loại   | Không vượt qua vòng loại | Không vượt qua vòng loại | Không vượt qua vòng loại | Không vượt qua vòng loại | Không vượt qua vòng loại | Không vượt qua vòng loại |
| 1936      | Hạng tư                    | 4                        | 2                        | 0                        | 2                        | 11                       | 10                       |
| 1948      | Không vượt qua vòng loại   | Không vượt qua vòng loại | Không vượt qua vòng loại | Không vượt qua vòng loại | Không vượt qua vòng loại | Không vượt qua vòng loại | Không vượt qua vòng loại |
| 1952      | Vòng 1                     | 2                        | 1                        | 0                        | 1                        | 2                        | 3                        |
| 1956      | Không vượt qua vòng loại   | Không vượt qua vòng loại | Không vượt qua vòng loại | Không vượt qua vòng loại | Không vượt qua vòng loại | Không vượt qua vòng loại | Không vượt qua vòng loại |
| 1960      | Vòng 1                     | 3                        | 1                        | 0                        | 2                        | 7                        | 5                        |
| 1964      | Không vượt qua vòng loại   | Không vượt qua vòng loại | Không vượt qua vòng loại | Không vượt qua vòng loại | Không vượt qua vòng loại | Không vượt qua vòng loại | Không vượt qua vòng loại |
| 1968      | Không vượt qua vòng loại   | Không vượt qua vòng loại | Không vượt qua vòng loại | Không vượt qua vòng loại | Không vượt qua vòng loại | Không vượt qua vòng loại | Không vượt qua vòng loại |
| 1972      | Huy chương vàng            | 7                        | 6                        | 1                        | 0                        | 21                       | 5                        |
| 1976      | Huy chương bạc             | 5                        | 3                        | 1                        | 1                        | 11                       | 5                        |
| 1980      | Không vượt qua vòng loại   | Không vượt qua vòng loại | Không vượt qua vòng loại | Không vượt qua vòng loại | Không vượt qua vòng loại | Không vượt qua vòng loại | Không vượt qua vòng loại |
| 1984      | Không vượt qua vòng loại   | Không vượt qua vòng loại | Không vượt qua vòng loại | Không vượt qua vòng loại | Không vượt qua vòng loại | Không vượt qua vòng loại | Không vượt qua vòng loại |
| 1988      | Không vượt qua vòng loại   | Không vượt qua vòng loại | Không vượt qua vòng loại | Không vượt qua vòng loại | Không vượt qua vòng loại | Không vượt qua vòng loại | Không vượt qua vòng loại |
| Tổng cộng | 6/22 1 lần huy chương vàng | 22                       | 13                       | 2                        | 7                        | 52                       | 33                       |

### Giải vô địch châu Âu
Ba Lan đã từng tham dự 5 vòng chung kết Giải vô địch bóng đá châu Âu, trong đó năm 2012 là đồng chủ nhà (với Ukraina). Thành tích nổi bật nhất là vào đến tứ kết Euro 2016.
| Năm           | Thành tích               | Số trận                  | Thắng                    | Hòa*                     | Thua                     | Bàn thắng                | Bàn thua                 |
| ------------- | ------------------------ | ------------------------ | ------------------------ | ------------------------ | ------------------------ | ------------------------ | ------------------------ |
| 1960 đến 2004 | Không vượt qua vòng loại | Không vượt qua vòng loại | Không vượt qua vòng loại | Không vượt qua vòng loại | Không vượt qua vòng loại | Không vượt qua vòng loại | Không vượt qua vòng loại |
| 2008          | Vòng 1                   | 3                        | 0                        | 1                        | 2                        | 1                        | 4                        |
| 2012          | Vòng 1                   | 3                        | 0                        | 2                        | 1                        | 2                        | 3                        |
| 2016          | Tứ kết                   | 5                        | 2                        | 3                        | 0                        | 4                        | 2                        |
| 2020          | Vòng 1                   | 3                        | 0                        | 1                        | 2                        | 4                        | 6                        |
| 2024          | Vòng 1                   | 3                        | 0                        | 1                        | 2                        | 3                        | 6                        |
| 2028          | Chưa xác định            | Chưa xác định            | Chưa xác định            | Chưa xác định            | Chưa xác định            | Chưa xác định            | Chưa xác định            |
| 2032          | Chưa xác định            | Chưa xác định            | Chưa xác định            | Chưa xác định            | Chưa xác định            | Chưa xác định            | Chưa xác định            |
| Tổng cộng     | 5/17 1 lần tứ kết        | 17                       | 2                        | 8                        | 7                        | 14                       | 21                       |

:*Tính cả các trận hoà ở các vòng đấu loại trực tiếp phải giải quyết bằng sút phạt đền luân lưu.

### UEFA Nations League
| Thành tích tại UEFA Nations League | Thành tích tại UEFA Nations League | Thành tích tại UEFA Nations League | Thành tích tại UEFA Nations League | Thành tích tại UEFA Nations League | Thành tích tại UEFA Nations League | Thành tích tại UEFA Nations League | Thành tích tại UEFA Nations League | Thành tích tại UEFA Nations League | Thành tích tại UEFA Nations League | Thành tích tại UEFA Nations League |
| Mùa giải                           | Hạng đấu                           | Bảng                               | Pld                                | W                                  | D                                  | L                                  | GF                                 | GA                                 | Thứ hạng                           |                                    |
| ---------------------------------- | ---------------------------------- | ---------------------------------- | ---------------------------------- | ---------------------------------- | ---------------------------------- | ---------------------------------- | ---------------------------------- | ---------------------------------- | ---------------------------------- | ---------------------------------- |
| 2018–19                            | A                                  | 3                                  | 4                                  | 0                                  | 2                                  | 2                                  | 4                                  | 6                                  | 10th                               |                                    |
| 2020–21                            | A                                  | 1                                  | 6                                  | 2                                  | 1                                  | 3                                  | 6                                  | 6                                  | 10th                               |                                    |
| 2022–23                            | A                                  | 4                                  | 6                                  | 2                                  | 1                                  | 3                                  | 6                                  | 12                                 | 11th                               |                                    |
| Tổng cộng                          | Tổng cộng                          | Tổng cộng                          | 16                                 | 4                                  | 4                                  | 8                                  | 16                                 | 24                                 | 10th                               | 10th                               |

## Lịch thi đấu

### 2024
| 21 tháng 3 Vòng play-off UEFA Euro 2024 | Ba Lan                                                                                 | 5–1      | Estonia      | Warsaw, Ba Lan                                                          |  |
| 20:45                                   | - Frankowski 22' - Zieliński 50' - Piotrowski 70' - Mets 74' (l.n.) - S. Szymański 77' | Chi tiết | - Vetkal 78' | Sân vận động: Sân vận động quốc gia Trọng tài: Slavko Vinčić (Slovenia) |  |

| 26 tháng 3 Vòng play-off UEFA Euro 2024            | Wales | 0–0 (s.h.p.) (4–5 p)                                          | Ba Lan | Cardiff, Wales                                                        |  |
| 20:45                                              |       | Chi tiết                                                      |        | Sân vận động: Sân vận động Cardiff City Trọng tài: Daniele Orsato (Ý) |  |
|                                                    |       | Loạt sút luân lưu                                             |        |                                                                       |  |
| - B. Davies - Moore - Wilson - Williams - D. James |       | - Lewandowski - S. Szymański - Frankowski - Zalewski - Piątek |        |                                                                       |  |

| 7 tháng 6 Giao hữu | Ba Lan                                            | 3–1      | Ukraina      | Warsaw, Ba Lan                                                                                |  |
|                    | - Walukiewicz 11' - Zieliński 16' - Romanczuk 30' | Chi tiết | - Dovbyk 42' | Sân vận động: Sân vận động quốc gia Lượng khán giả: 47,013 Trọng tài: Andrew Madley (England) |  |

| 10 tháng 6 Giao hữu    | Ba Lan                         | 2–1      | Thổ Nhĩ Kỳ   | Warsaw, Ba Lan                                                        |  |
| 20:45 CEST (UTC+02:00) | - Świderski 12' - Zalewski 90' | Chi tiết | - Yılmaz 77' | Sân vận động: Sân vận động quốc gia Trọng tài: Balázs Berke (Hungary) |  |

| 16 tháng 6 UEFA Euro 2024 | Ba Lan      | 1–2      | Hà Lan                     | Hamburg, Đức                                                                                    |  |
| 15:00                     | - Buksa 16' | Chi tiết | - Gakpo 29' - Weghorst 83' | Sân vận động: Volksparkstadion Lượng khán giả: 48,117 Trọng tài: Artur Soares Dias (Bồ Đào Nha) |  |

| 21 tháng 6 UEFA Euro 2024 | Ba Lan       | 1–3      | Áo                                                      | Berlin, Đức                                                                                  |  |
| 18:00                     | - Piątek 30' | Chi tiết | - Trauner 9' - Baumgartner 66' - Arnautovic 78' (ph.đ.) | Sân vận động: Olympiastadion Lượng khán giả: 69,455 Trọng tài: Halil Umut Meler (Thổ Nhĩ Kỳ) |  |

| 25 tháng 6 UEFA Euro 2024 | Pháp                 | 1–1      | Ba Lan                    | Dortmund, Đức                                                                    |  |
| 18:00                     | - Mbappé 56' (ph.đ.) | Chi tiết | - Lewandowski 79' (ph.đ.) | Sân vận động: Westfalenstadion Lượng khán giả: 59,728 Trọng tài: Marco Guida (Ý) |  |

| 5 tháng 9 UEFA Nations League 2024–25 | Scotland | v        | Ba Lan | Glasgow, Scotland          |  |
| 19:45 BST (UTC+1)                     |          | Chi tiết |        | Sân vận động: Hampden Park |  |

| 8 tháng 9 UEFA Nations League 2024–25 | Croatia | v        | Ba Lan | Osijek, Croatia          |  |
| 20:45                                 |         | Chi tiết |        | Sân vận động: Opus Arena |  |

| 12 tháng 10 UEFA Nations League 2024–25 | Ba Lan | v        | Bồ Đào Nha | Warsaw, Ba Lan                      |  |
| 20:45 CEST (UTC+2)                      |        | Chi tiết |            | Sân vận động: Sân vận động Quốc gia |  |

| 15 tháng 10 UEFA Nations League 2024–25 | Ba Lan | v        | Croatia | Warsaw, Ba Lan                      |  |
| 20:45 CEST (UTC+2)                      |        | Chi tiết |         | Sân vận động: Sân vận động Quốc gia |  |

| 15 tháng 11 UEFA Nations League 2024–25 | Bồ Đào Nha | v        | Ba Lan | Porto, Bồ Đào Nha                 |  |
| 19:45 WET (UTC±0)                       |            | Chi tiết |        | Sân vận động: Sân vận động Dragão |  |

| 18 tháng 11 UEFA Nations League 2024–25 | Ba Lan | v        | Scotland | Warsaw, Ba Lan                             |  |
| 20:45 CET (UTC+1)                       |        | Chi tiết |          | Sân vận động: Sân vận động Quân đội Ba Lan |  |

## Ban huấn luyện
Tính đến 18 tháng 3 năm 2024
| Vị trí                   | Tên                                                  |
| ------------------------ | ---------------------------------------------------- |
| Huấn luyện viên trưởng   | Michał Probierz                                      |
| Trợ lý huấn luyện viên   | Michał Bartosz Robert Góralczyk Sebastian Mila       |
| Huấn luyện viên thủ môn  | Andrzej Dawidziuk                                    |
| Huấn luyện viên thể lực  | Radosław Gwiazda Mateusz Oszust                      |
| Phân tích hình ảnh       | Robert Musiałek                                      |
| Bác sĩ                   | Jacek Jaroszewski                                    |
| Vật lý trị liệu          | Paweł Bamber Marcin Bator Wojciech Herman Adam Kurek |
| Quản lý đội              | Jakub Kwiatkowski                                    |
| Quản lý logistics        | Łukasz Gawrjołek                                     |
| Giám đốc kỹ thuật        | Paweł Kosedowski                                     |
| Trợ lý Giám đốc kỹ thuật | Paweł Sidorowicz                                     |
| Đầu bếp                  | Tomasz Leśniak                                       |
| Chuyên gia dinh dưỡng    | Wojciech Zep                                         |

### Danh sách các huấn luyện viên
Huấn luyện viên tạm quyền được in nghiêng.
Trước năm 1966 đội tuyển Ba Lan được dẫn dắt bởi Ủy ban tuyển chọn.
- Michał Matyas (1966–1967)
- Ryszard Koncewicz (1968–1970)
- Kazimierz Górski (1971–1976)
- Jacek Gmoch (1976–1978)
- Ryszard Kulesza (1978–1980)
- Antoni Piechniczek (1981–1986, 1996–1997)
- Wojciech Łazarek (1986–1989)
- Andrzej Strejlau (1989–1993)
- Lesław Ćmikiewicz (1993)
- Henryk Apostel (1994–1995)
- Władysław Stachurski (1996)
- Krzysztof Pawlak (1997)
- Janusz Wójcik (1997–1999)
- Jerzy Engel (2000–2002)
- Zbigniew Boniek (2002)
- Paweł Janas (2003–2006)
- Leo Beenhakker (2006–2009)
- Stefan Majewski (2009)
- Franciszek Smuda (2009–2012)
- Waldemar Fornalik (2012–2013)
- Adam Nawałka (2013–2018)
- Jerzy Brzęczek (2018–2021)
- Paulo Sousa (2021)
- Czesław Michniewicz (2022)
- Fernando Santos (2023)
- Michał Probierz (2023–)

## Cầu thủ nổi bật

### Cầu thủ khoác áo đội tuyển nhiều lần

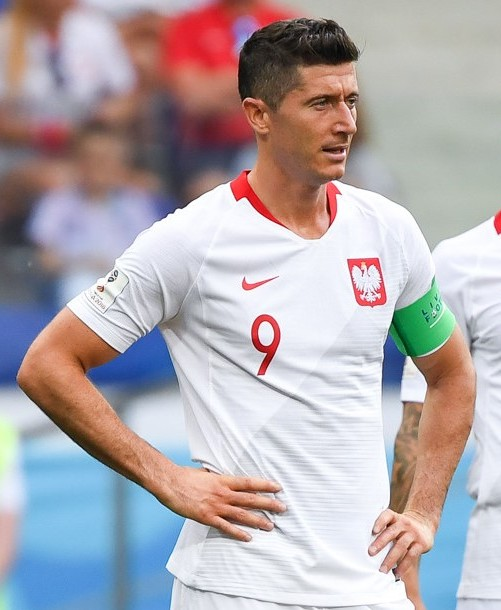
Robert Lewandowski là cầu thủ khoác áo đội tuyển quốc gia nhiều nhất và cũng là cầu thủ ghi nhiều bàn thắng nhất cho đội tuyển quốc gia với 152 trận và ghi được 83 bàn thắng.

Tính đến 25 tháng 6 năm 2024, 10 cầu thủ khoác áo đội tuyển Ba Lan nhiều lần nhất là:
| #   | Cầu thủ              | Thời gian | Số trận | Số bàn |
| --- | -------------------- | --------- | ------- | ------ |
| 1.  | Robert Lewandowski   | 2008–     | 152     | 83     |
| 2.  | Jakub Błaszczykowski | 2006–2023 | 109     | 21     |
| 3.  | Kamil Glik           | 2010–2022 | 103     | 6      |
| 4.  | Michał Żewłakow      | 1999–2011 | 102     | 3      |
| 5.  | Grzegorz Lato        | 1971–1984 | 100     | 45     |
| 5.  | Grzegorz Krychowiak  | 2008–2023 | 100     | 5      |
| 7.  | Kazimierz Deyna      | 1968–1978 | 97      | 41     |
| 8.  | Jacek Bąk            | 1993–2008 | 96      | 3      |
| 8.  | Jacek Krzynówek      | 1999–2009 | 96      | 15     |
| 10. | Kamil Grosicki       | 2008–     | 94      | 17     |

In đậmcầu thủ vẫn còn đang thi đấu cho đội tuyển quốc gia.

### Cầu thủ ghi nhiều bàn thắng
Tính đến 25 tháng 6 năm 2024, 10 cầu thủ ghi nhiều bàn thắng nhất cho đội tuyển Ba Lan là:
| #  | Cầu thủ              | Thời gian | Số bàn | Số trận |
| -- | -------------------- | --------- | ------ | ------- |
| 1. | Robert Lewandowski   | 2008–     | 83     | 152     |
| 2. | Włodzimierz Lubański | 1963–1980 | 48     | 65      |
| 3. | Grzegorz Lato        | 1971–1984 | 45     | 100     |
| 4. | Kazimierz Deyna      | 1968–1978 | 41     | 97      |
| 5. | Ernest Pol           | 1955–1965 | 39     | 46      |
| 6. | Andrzej Szarmach     | 1973–1982 | 32     | 61      |
| 7. | Gerard Cieślik       | 1947–1958 | 27     | 45      |
| 8. | Zbigniew Boniek      | 1976–1988 | 24     | 80      |
| 9. | Ernest Wilimowski    | 1934–1939 | 21     | 22      |
| 9. | Jakub Błaszczykowski | 2006–2023 | 21     | 109     |

In đậmcầu thủ vẫn còn đang thi đấu cho đội tuyển quốc gia.

## Đội hình hiện tại
Đây là đội hình đã hoàn thành UEFA Euro 2024.

Số liệu thống kê tính đến ngày 25 tháng 6 năm 2024 sau trận gặp Pháp.

| Số | VT | Cầu thủ                         | Ngày sinh (tuổi)  | Trận | Bàn | Câu lạc bộ             |
| -- | -- | ------------------------------- | ----------------- | ---- | --- | ---------------------- |
| 1  | TM | Wojciech Szczęsny               | 18 tháng 4, 1990  | 84   | 0   | Barcelona              |
| 12 | TM | Łukasz Skorupski                | 5 tháng 5, 1991   | 11   | 0   | Bologna                |
| 22 | TM | Marcin Bułka                    | 4 tháng 10, 1999  | 1    | 0   | Nice                   |
|    |    |                                 |                   |      |     |                        |
| 2  | HV | Bartosz Salamon                 | 1 tháng 5, 1991   | 15   | 0   | Lech Poznań            |
| 3  | HV | Paweł Dawidowicz                | 20 tháng 5, 1995  | 13   | 0   | Hellas Verona          |
| 4  | HV | Sebastian Walukiewicz           | 5 tháng 4, 2000   | 4    | 1   | Empoli                 |
| 5  | HV | Jan Bednarek                    | 12 tháng 4, 1996  | 60   | 1   | Southampton            |
| 14 | HV | Jakub Kiwior                    | 15 tháng 2, 2000  | 26   | 1   | Arsenal                |
| 15 | HV | Tymoteusz Puchacz               | 23 tháng 1, 1999  | 14   | 0   | 1. FC Kaiserslautern   |
| 18 | HV | Bartosz Bereszyński             | 12 tháng 7, 1992  | 56   | 0   | Empoli                 |
|    |    |                                 |                   |      |     |                        |
| 6  | TV | Jakub Piotrowski                | 4 tháng 10, 1997  | 8    | 2   | Ludogorets Razgrad     |
| 8  | TV | Jakub Moder                     | 7 tháng 4, 1999   | 26   | 2   | Brighton & Hove Albion |
| 10 | TV | Piotr Zieliński                 | 20 tháng 5, 1994  | 93   | 12  | Napoli                 |
| 11 | TV | Kamil Grosicki                  | 8 tháng 6, 1988   | 94   | 17  | Pogoń Szczecin         |
| 13 | TV | Taras Romanczuk                 | 14 tháng 11, 1991 | 4    | 1   | Jagiellonia Białystok  |
| 17 | TV | Damian Szymański                | 16 tháng 6, 1995  | 18   | 2   | AEK Athens             |
| 19 | TV | Przemysław Frankowski           | 12 tháng 4, 1995  | 44   | 3   | Lens                   |
| 20 | TV | Sebastian Szymański             | 10 tháng 5, 1999  | 36   | 3   | Fenerbahçe             |
| 21 | TV | Nicola Zalewski                 | 23 tháng 1, 2002  | 21   | 1   | Roma                   |
| 24 | TV | Bartosz Slisz                   | 29 tháng 3, 1999  | 11   | 0   | Atlanta United         |
| 25 | TV | Michał Skóraś                   | 15 tháng 2, 2000  | 9    | 0   | Club Brugge            |
| 26 | TV | Kacper Urbański                 | 7 tháng 9, 2004   | 5    | 0   | Bologna                |
|    |    |                                 |                   |      |     |                        |
| 7  | TĐ | Karol Świderski                 | 23 tháng 1, 1997  | 34   | 11  | Hellas Verona          |
| 9  | TĐ | Robert Lewandowski (đội trưởng) | 21 tháng 8, 1988  | 152  | 83  | Barcelona              |
| 16 | TĐ | Adam Buksa                      | 12 tháng 7, 1996  | 17   | 7   | Antalyaspor            |
| 23 | TĐ | Krzysztof Piątek                | 1 tháng 7, 1995   | 30   | 12  | İstanbul Başakşehir    |

### Triệu tập gần đây
Dưới đây là tên các cầu thủ được triệu tập trong vòng 12 tháng.
| Vt                                                                                      | Cầu thủ              | Ngày sinh (tuổi)  | Số trận | Bt | Câu lạc bộ            | Lần cuối triệu tập                                |
| --------------------------------------------------------------------------------------- | -------------------- | ----------------- | ------- | -- | --------------------- | ------------------------------------------------- |
| TM                                                                                      | Mateusz Kochalski    | 25 tháng 7, 2000  | 0       | 0  | Stal Mielec           | UEFA Euro 2024 PRE                                |
| TM                                                                                      | Oliwier Zych         | 28 tháng 6, 2004  | 0       | 0  | Puszcza Niepołomice   | UEFA Euro 2024 PRE INJ                            |
| TM                                                                                      | Bartłomiej Drągowski | 19 tháng 8, 1997  | 2       | 0  | Panathinaikos         | v. Bản mẫu:Country data FAR, 12 October 2023 WD   |
| TM                                                                                      | Kamil Grabara        | 8 tháng 1, 1999   | 1       | 0  | VfL Wolfsburg         | v. Bản mẫu:Country data FAR, 7 September 2023 INJ |
|                                                                                         |                      |                   |         |    |                       |                                                   |
| HV                                                                                      | Paweł Bochniewicz    | 30 tháng 1, 1996  | 3       | 0  | Heerenveen            | UEFA Euro 2024 PRE                                |
| HV                                                                                      | Matty Cash           | 7 tháng 8, 1997   | 15      | 1  | Aston Villa           | v. Estonia, 21 March 2024 INJ                     |
| HV                                                                                      | Tomasz Kędziora      | 11 tháng 6, 1994  | 32      | 1  | PAOK                  | v. Latvia, 21 November 2023                       |
| HV                                                                                      | Mateusz Wieteska     | 11 tháng 2, 1997  | 4       | 0  | Cagliari              | v. Latvia, 21 November 2023                       |
| HV                                                                                      | Bartłomiej Wdowik    | 25 tháng 9, 2000  | 1       | 0  | Jagiellonia Białystok | v. Latvia, 21 November 2023                       |
| HV                                                                                      | Patryk Peda          | 16 tháng 4, 2002  | 3       | 0  | SPAL                  | v. Latvia, 21 November 2023 U21                   |
|                                                                                         |                      |                   |         |    |                       |                                                   |
| TV                                                                                      | Jakub Kałuziński     | 31 tháng 10, 2002 | 1       | 0  | Antalyaspor           | UEFA Euro 2024 PRE                                |
| TV                                                                                      | Paweł Wszołek        | 30 tháng 4, 1992  | 14      | 2  | Legia Warsaw          | v. Wales, 26 March 2024                           |
| TV                                                                                      | Dominik Marczuk      | 1 tháng 11, 2003  | 0       | 0  | Jagiellonia Białystok | v. Estonia, 21 March 2024 U21                     |
| TV                                                                                      | Karol Struski        | 18 tháng 1, 2001  | 1       | 0  | Aris Limassol         | v. Latvia, 21 November 2023                       |
| TV                                                                                      | Mateusz Łęgowski     | 29 tháng 1, 2003  | 1       | 0  | Salernitana           | v. Latvia, 21 November 2023 U21                   |
| TV                                                                                      | Patryk Dziczek       | 25 tháng 2, 1998  | 2       | 0  | Piast Gliwice         | v. Cộng hòa Séc, 17 November 2023 INJ             |
| TV                                                                                      | Adrian Benedyczak    | 24 tháng 11, 2000 | 0       | 0  | Parma Calcio          | v. Cộng hòa Séc, 17 November 2023 INJ             |
| TV                                                                                      | Jakub Kamiński       | 5 tháng 6, 2002   | 14      | 1  | VfL Wolfsburg         | v. Moldova, 15 October 2023                       |
| TV                                                                                      | Filip Marchwiński    | 10 tháng 1, 2002  | 2       | 0  | Lech Poznań           | v. Moldova, 15 October 2023                       |
| TV                                                                                      | Karol Linetty        | 2 tháng 2, 1995   | 47      | 5  | Torino                | v. Albania, 10 September 2023                     |
| TV                                                                                      | Kacper Kozłowski     | 16 tháng 10, 2003 | 6       | 0  | Vitesse               | v. Albania, 10 September 2023                     |
|                                                                                         |                      |                   |         |    |                       |                                                   |
| TĐ                                                                                      | Arkadiusz Milik      | 28 tháng 2, 1994  | 73      | 17 | Juventus              | UEFA Euro 2024 PRE INJ                            |
| - INJ Rút lui vì chấn thương. - PRE Đội hình dự bị. - RET Đã giã từ đội tuyển quốc gia. |                      |                   |         |    |                       |                                                   |